# Tremex columba
Tremex columba is een vliesvleugelig insect uit de familie van de houtwespen (Siricidae). De wetenschappelijke naam is gepubliceerd in 1763 door Linnaeus.